# 傑伊縣 (印地安納州)
傑伊县（英語：Jay County）是位於美國印第安納州東部的一個縣，東鄰俄亥俄州。面積994平方公里。根據美國2000年人口普查，共有人口21,806人。縣治波特蘭（Portland）。
成立於1835年2月7日，縣政府成立於1836年1月30日，3月1日生效。縣名紀念首任美國首席大法官約翰·傑伊。